# Samuel Ferris
Samuel Ferris (ur. 29 sierpnia 1900 w Dromore, zm. 21 marca 1980 w Torquay) – brytyjski lekkoatleta (długodystansowiec), wicemistrz olimpijski z 1932.
Urodził się w Irlandii Północnej. Specjalizował się w biegu maratońskim. Zajął 5. miejsce w tej konkurencji na igrzyskach olimpijskich w 1924 w Paryżu, a na igrzyskach olimpijskich w 1928 w Amsterdamie był ósmy.
Zdobył srebrny medal w maratonie na Igrzyskach Imperium Brytyjskiego w 1930 w Hamilton za Dunkym Wrightem ze Szkocji. Reprezentował na tych zawodach Anglię (nie było reprezentacji Irlandii Północnej).
Na igrzyskach olimpijskich w 1932 w Los Angeles zdobył srebrny medal w biegu maratońskim za Juanem Carlosem Zabalą z Argentyny, a przed  Armasem Toivonenem z Finlandii.
Był mistrzem Wielkiej Brytanii (AAA) w maratonie w latach 1925-1927.
W latach 1925-1928 trzykrotnie ustanawiał rekord Wielkiej Brytanii w maratonie do wyniku 2:33:00 26 września 1928 w Liverpoolu. Jego rekord życiowy w tej konkurencji, uzyskany na igrzyskach olimpijskich w 1932, wynosił 2:31:55.
Ferris służył od 1918 do 1950 w Royal Air Force, a następnie był reporterem Athletics Weekly.